# Junichi Kikuta
Junichi Kikuta es un ex ciclista profesional japonés. Nació en Miyagi el 8 de diciembre de 1966. Fue profesional entre 1995 y 1997.
Pasó al campo profesional con el equipo Artiach. Su labor era la de gregario de los diferentes jefes de filas que tuvo.

## Palmarés
1996
- 3.º en el Campeonato de Japón en Ruta

## Equipos
- Artiach (1995)
- MX Onda (1996)
- Estepona en Marcha (1997)